# Петер Флетнер
Петер Флетнер або Петер Фльотнер (нім. Peter Flötner; 1485—1546) — митець архітектор, гравер, ювелір, перекладач, дизайнер інтер'єрів доби Відродження. 

## Життєпис
Народився в місті Торгау. Навчався ювелірній справі в місті Аугсбург в майстерні Адольфа Даукера. Як ювелір працював над оздобами каплиці відомого тоді німецького банкіра Якоба Фуггера. За припущеннями вчених створив освітню мандрівку до Італії. Доказом цього може бути близьке знайомство художника з архітектурою та архітектурним трактатом Вітрувія, котрий набув значення зразка. 
Склав іспити і виборов звання майстра в місті Ансбах (Баварія).

### Архітектор та дизайнер інтер'єрів

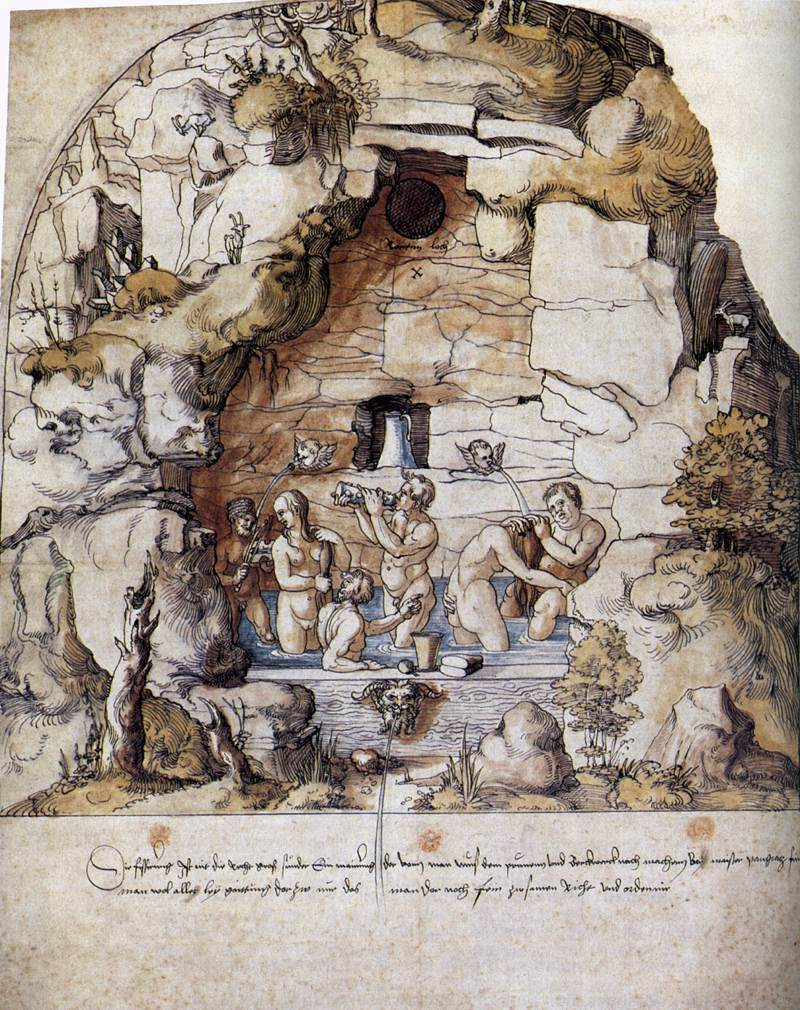
П. Флетнер. Декор фонтана в павільйоні (?), ескіз бл. 1540 р.

Як майстер, який був добре знався на архітектурі, мав відношення до декорування Гіршфогельзали, де створив скульптурний декор. 
Ще готичний за архітектурою будинок із садом придбав багатій і купець Леонард ІІІ Гіршфогель. З приводу власного шлюбу із Сабіною Вельзер будинок був перебудований, розширений і наново декорований в стилі раннього німецького Відродження. Є припушення, що до перебудов готичного будинку на новий лад мав відношення саме Петер Флетнер. Він же мав відношення до роботи в замку-палаці Тукершлосс (м. Нюрнберг), а також створив арку на честь імператора Карла V. Про архітектурні твори Петера Флетнера зараз говорити важко, бо арку на честь імператора Карла V та Гіршфогельзалу зруйнували. Остання була знищена під час війни в 1945 року. Відновлені лише зовнішні форми будівлі і сад.

### Перекладач
Флетнер не тільки працював архітектором, скульптором і медальєром. У вільний час він намагався створити власний переклад на німецьку мову архітектурного трактату Вітрувія. Справу завершили вже по смерті Флетнера і трактат вийшов з друку через два роки по смерті перекладача 1549 року.

### Ювелір, скульптор і медальєр

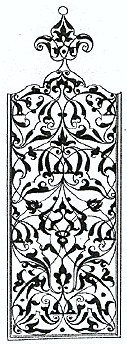
П. Флетнер. Орнамент морісків

Дещо більше відомостей про Флетнера як ювеліра, скульптора, модельмейстера і медальєра : до 20 століття дійшла дерев'яна скульптура з липової деревини, за припущеннями зображення Адама, висотою 34,5 см, був автором скульптури Аполлона з луком і стрілами для фонтану 1532 року    (фонтан Аполлона був створений для міста Нюрнберг, фігури в бронзі відливав майстер Панкрац Лябенвольф). 
Як гравер і дизайнер зробив низку гравюр (сюжетних чи орнаментальних) для створення плакет і рельєфів як зразків для ремісників і ювелірів по виготовленню коштовних келихів, виробів із золота і срібла, меблів, декоративних шрифтів, гральних карт. Відомі і його ілюстрації-гравюри до книг. Чимало часу він витратив на створення малюнків і моделей з дерева і віску для виготовлення медалей, плакет, моделей декору пивних келихів, бронзового посуду, котрі використовували ремісники виробів з олова та бронзи. За дизайном Петера Флетнера знайдено декілька зразків в латуні і бронзі, в свинцю і в золоті (дані на початок ХХІ ст.). Близько 17 зразків дизайнерських гравюр Флетнера було оприлюднено його по смерра 1549 року.

### Смерть і посмертна реабілітація
Петер Флетнер помер в місті Нюрнберг і був похований на тому ж цвинтарі Johannisfriedhof, що і Альбрехт Дюрер.
До біографії та творчості призабутого майстра було значне пожвавлення зацікавленості на зламі ХІХ–ХХ століть. Його спробували вивести з пітьми забуття. Ден Браун в книзі «Джерело» висловився, що слово «геній» не надто перебільшене по відношенню до творчих здібностей Петера Флетнера.

## Галерея

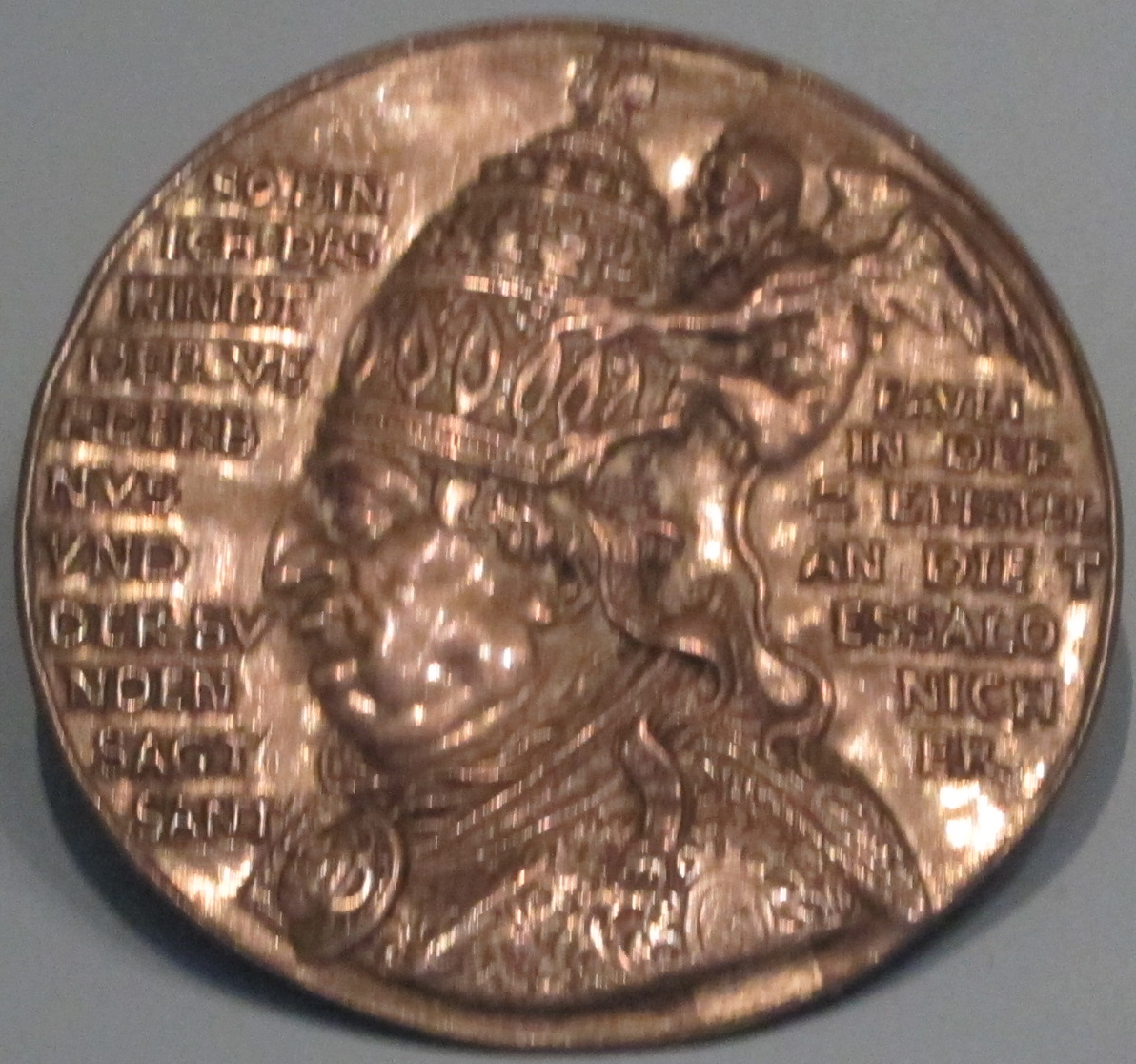
Дизайн — Петер Флетнер. Сатирична медаль «Папа римський із дияволом на тиарі», середина 16 ст.

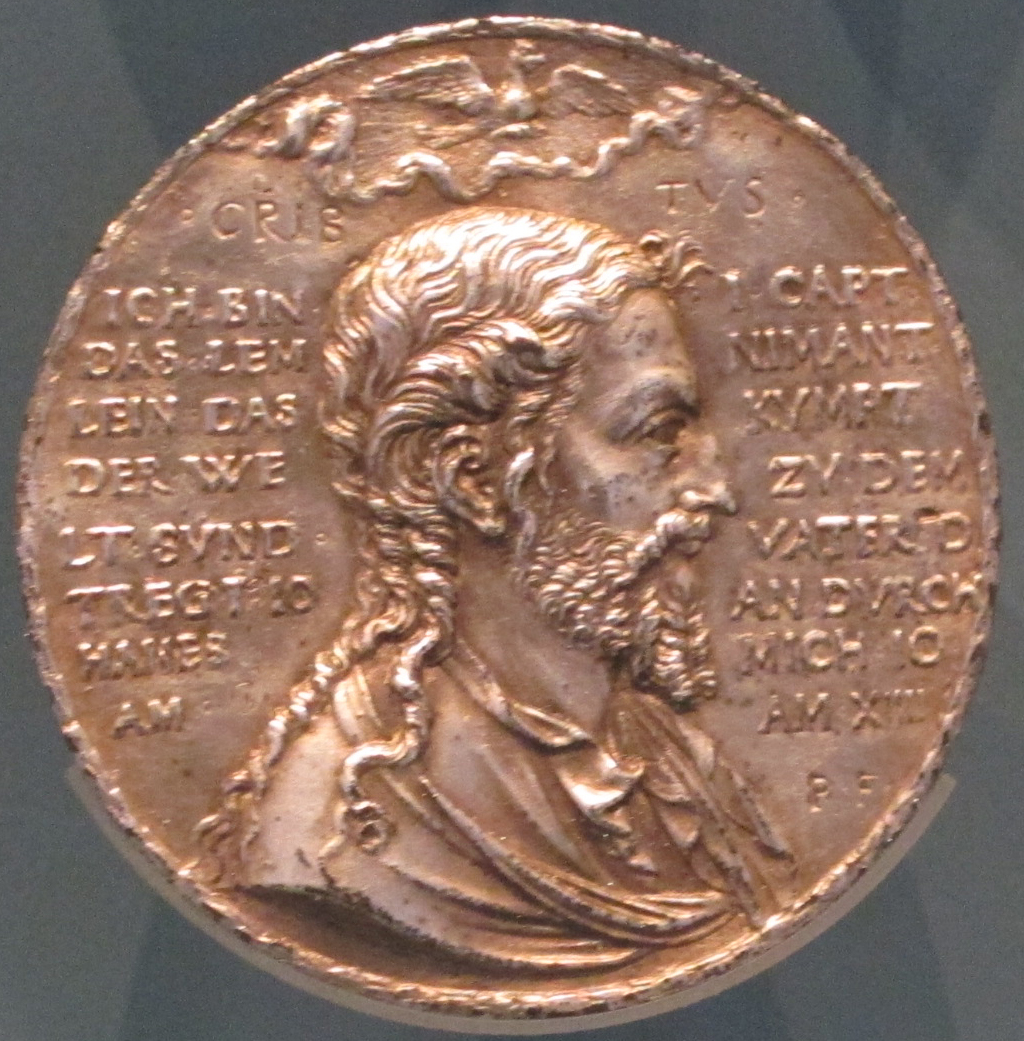
П. Флетнер, медаль зі Спасителем
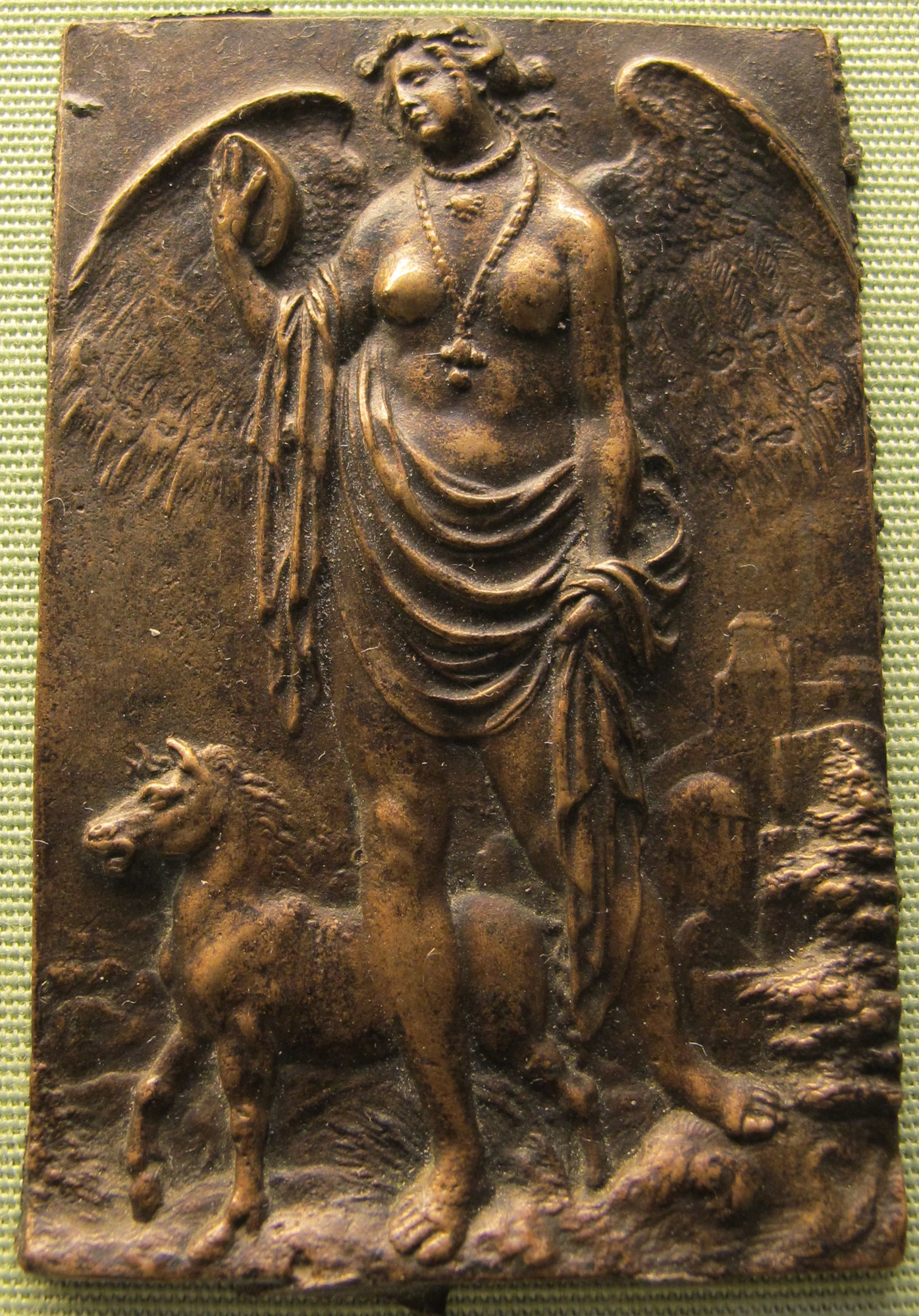
П. Флетнер, плакета «Алегорія Гордині». Серія «Сім смертних гріхів», 1540 р.
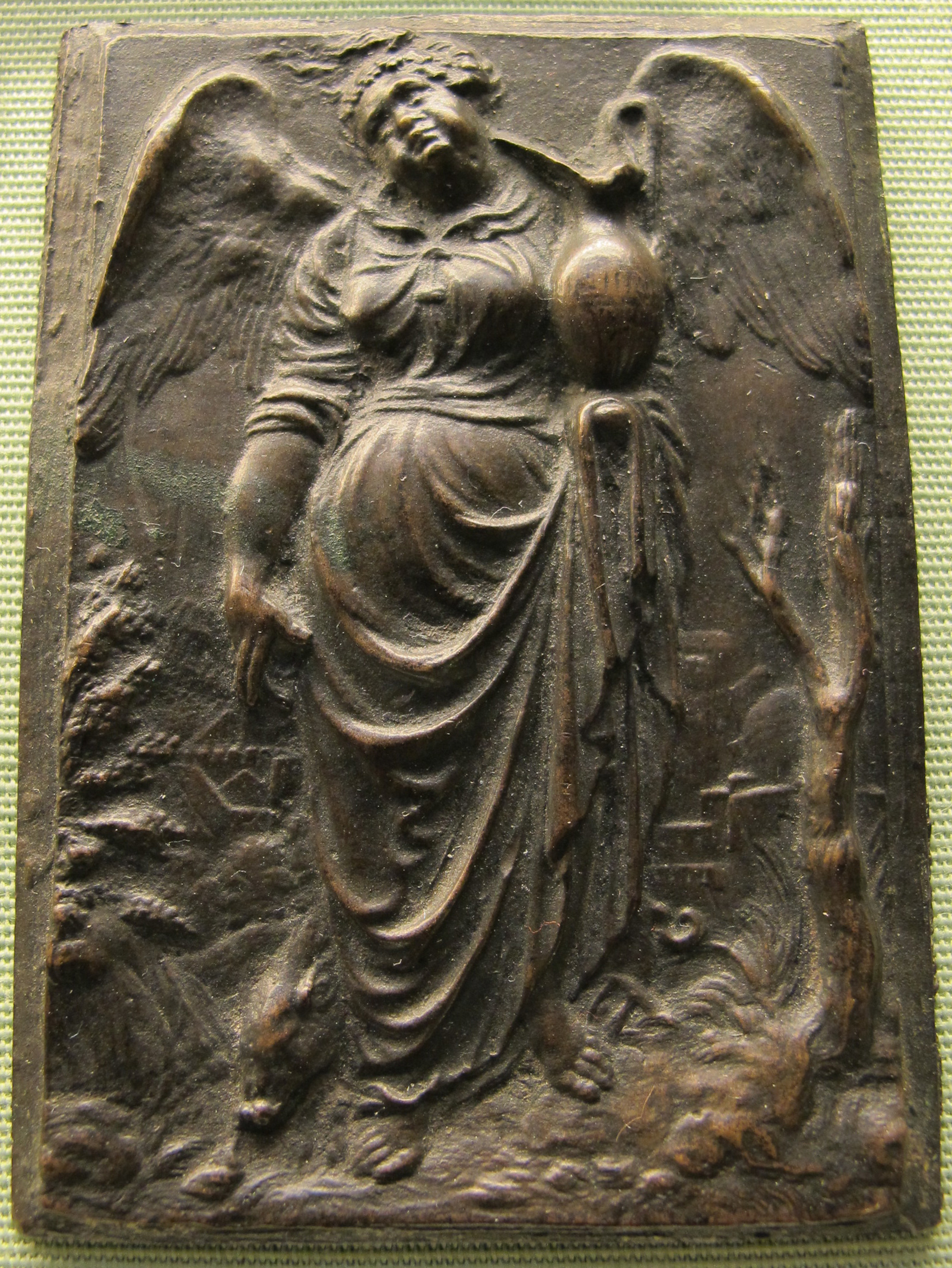
П. Флетнер, плакета «Алегорія Обжерливості». Серія «Сім смертних гріхів», 1540 р.
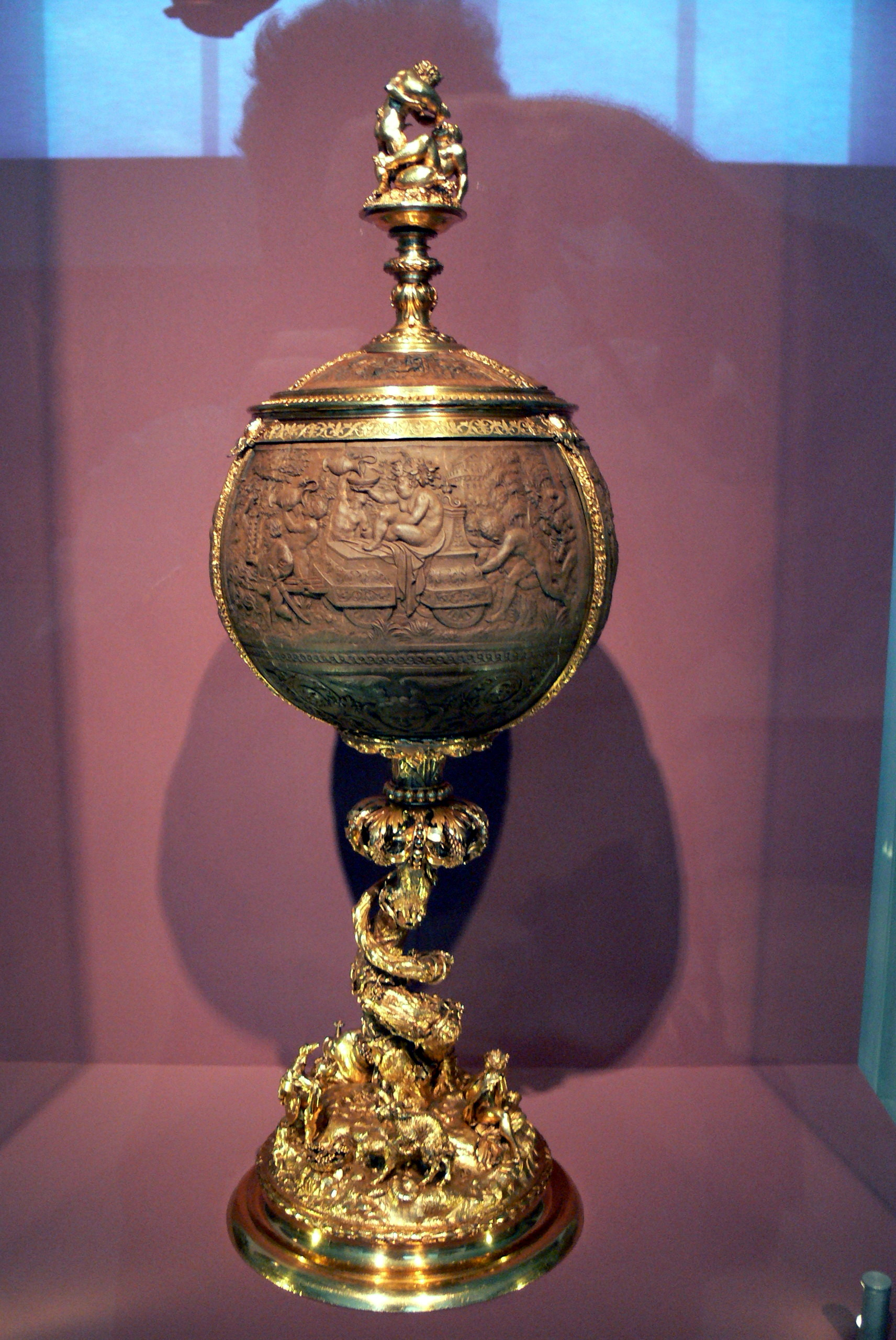
П. Флетнер і Мельхіор Байєр. Золотий келих з різьбленим кокосом.